# سامسونگ گلکسی آ۷۳ ۵جی
سامسونگ گلکسی آ۷۳ ۵جی (انگلیسی: Samsung Galaxy A73 5G) یک تلفن هوشمند مبتنی بر اندروید است که توسط سامسونگ الکترونیکس طراحی و تولید شده‌است. این گوشی در ۱۷ مارس ۲۰۲۲ در کنار سامسونگ گلکسی آ۵۳ ۵جی و سامسونگ گلکسی آ۳۳ ۵جی معرفی شد.